# Eugeniusz Szulborski
Eugeniusz Szulborski (ur. 12 sierpnia 1938 w Nowym Zalesiu, zm. 18 września 2011 w Białymstoku) – poeta, prozaik, satyryk, animator życia literackiego w Białymstoku. Absolwent historii na Uniwersytecie im. Marii Curie-Skłodowskiej w Lublinie.

## Życiorys
Debiutował w 1966 r. Współzałożyciel i wieloletni prezes Nauczycielskiego Klubu Literackiego w Białymstoku. Współtwórca i redaktor ukazujących się w Białymstoku: kwartalnika literackiego „Najprościej” i kwartalnika muzealnego „Ananke” wydawanego przez Galerię im. Sleńdzińskich. Współtwórca konkursu poetyckiego „O Buławę Hetmańską”, autor szkiców historycznych o Branickich i wileńskim rodzie malarzy Sleńdzińskich. Autor licznych artykułów ukazujących się na łamach pism literackich w regionie Podlasia i ogólnopolskich oraz parędziesięciu tomików poetyckich. Jego fraszki i wiersze publikowano w wielu almanachach i antologiach, m.in.: w Księdze aforystyki polskiej XXI wieku. Potęga myśli (Katowice, 2002), Fraszki polskie (Kęty, 2002), Księdze aforyzmów (Warszawa, 2005), Z fraszką przez stulecia (XV-XX wiek) Antologia (Kęty, 2005). Od 2010 r. pełnił funkcję prezesa białostockiego oddziału Związku Literatów Polskich.
Za pracę zawodową, społeczną i literacką otrzymał: nagrody od Ministra Oświaty i Wychowania (1976), Ministra Kultury (1991), oraz literacką Nagrodę „Głosu Nauczycielskiego” (1995). Laureat licznych konkursów literackich. Uhonorowany również odznaczeniami: Zasłużony Działacz Kultury (1979), Zasłużony Białostocczyźnie (1980), Złoty Krzyż Zasługi (1985), Medal 40-lecia Polski Ludowej (1985), Zasłużony Białostocczyźnie (1988).

## Ważniejsze publikacje książkowe
- W czekaniu (1973)
- Poprzez sen (1979)
- Wyznania (1988)
- Winnica (1989)
- Rozmowy (1990)
- Zegar nie trzyma się czasu (1991)
- Śpiączka (1992)
- Kobietom (1993)
- Dekalog (1994)
- Siekiera w garnku (1994)
- Obok człowieka (1994)
- Kobiety od stóp do głów (1994) (zbiór fraszek E. Szulborskiego i W. Sienkiewicza)
- Wystarczy pamięć (1995)
- W godzinie niepewności (1996)
- Krawędzią urwiska (1996)
- Rozdwojenie (1996)
- Faraonki (1997)
- Jak wiatr (1998)
- Dzwony (1998)
- Jonasz i paszcza wieloryba (1998)
- Odbicie (1999)
- Między brzegami milczenia (1999)
- Pryszcze (2000)
- Pielgrzymim szlakiem (2000)
- Nazywanie i dotyk – liryki wybrane (2001)
- Salamandra, czyli symbolika zwierząt roślin i kolorów we fraszki ujęta (2001)
- Bluszcz (2001)
- Kundle (2002)
- Demonkracja: aforyzmy (2002)
- Między ja i Ty (2003)
- Teraz i nic (2003)
- Rzecz o Sleńdzińskich, czyli obrazy dokumenty i pamięć (2004)
- Sonety niedoskonałe (2005)
- Furtka (2005)
- Impresje warneńskie (2005)
- Patrząc w okno (2006)
- W pękniętym lustrze (2006)
- Trzcina na wietrze (2006)
- Rozmowa z cieniem (2007)
- Przestrzeń (2007)
- Ślady (2008)
- Przekładaniec (2010)
- Zmienna pogoda (2011)
- I co z tego? (2011)
- Rozhukało się sumienie (2021)[1]